# Misgolas rapax
Misgolas rapax är en spindelart som beskrevs av Karsch 1878. Misgolas rapax ingår i släktet Misgolas och familjen Idiopidae.
Artens utbredningsområde är New South Wales. Inga underarter finns listade i Catalogue of Life.